# Finage

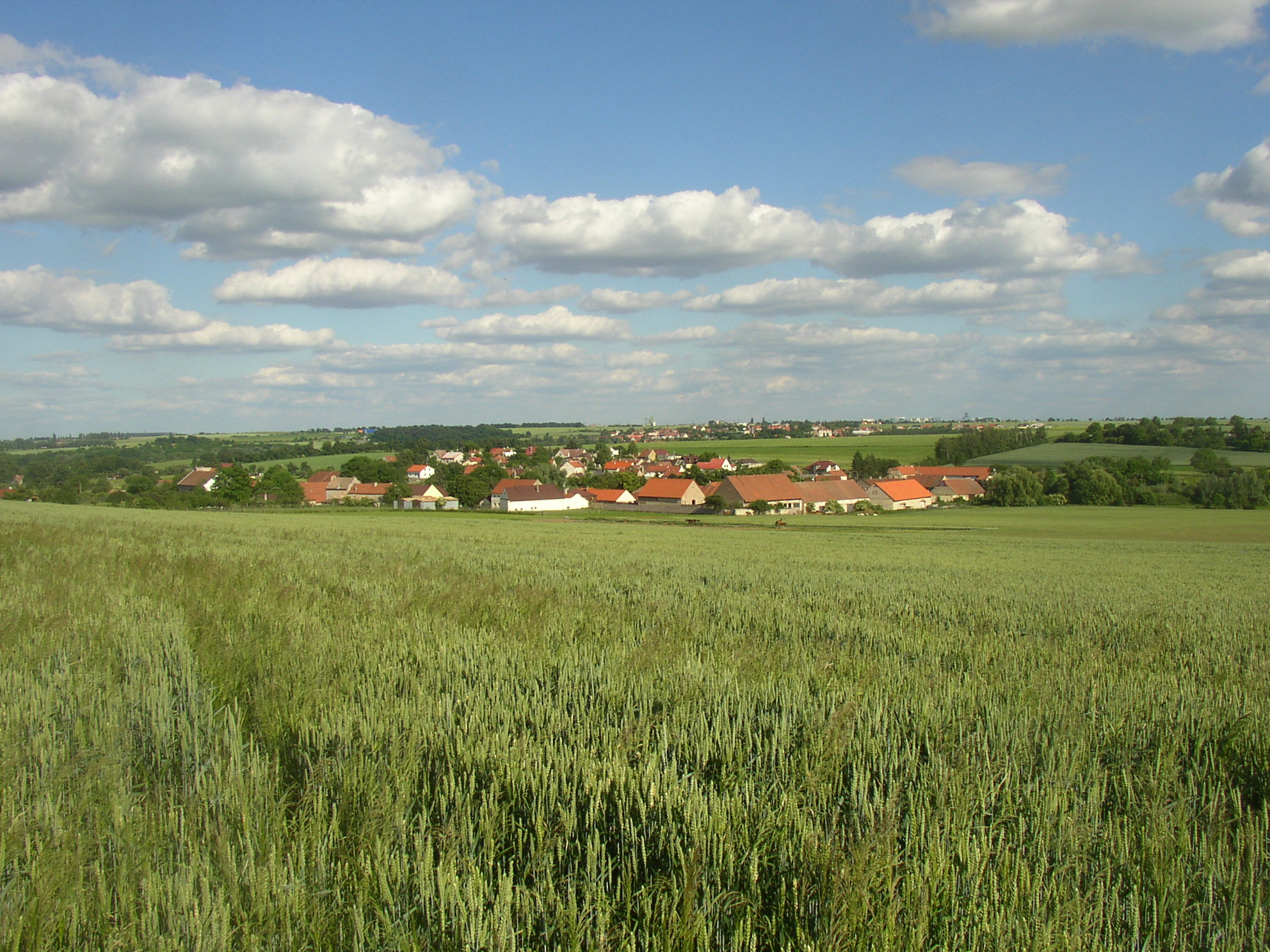
Makotřasy, un village de Bohême Centrale, République tchèque.

Le finage correspond à l'étendue d'un territoire villageois occupé par un groupe rural, souvent qualifié par les études en sciences sociales de communauté de paysans, qui a opéré un défrichement en vue de mettre en culture, et qui exerce des droits agraires. Très souvent le finage regroupe plusieurs terroirs permettant une diversification des ressources. En Europe, les limites des finages médiévaux se sont souvent transformées en limites de communes.

## Étymologie
Le terme vient du mot latin finis "limite", clôture. Le mot se distingue de la notion de terroir, qui caractérise des terres en fonction de leurs qualités physiques et climatiques, comme la nature du sol et l'exposition.
Le mot, dérivé du latin médiéval finagium, est attesté en 1231. Le mot évolue successivement : fignaiges (1231), fignage (1331) et finage à partir de 1369 . Entre le XIIIe siècle et la fin du XVIIe, le mot fin pouvait parfois couvrir le sens de « finage » dans son acception agricole, donc par exemple « étendue des champs d’un village, divisées en trois soles » c'est-à-dire des terres exploitées en assolement.
Dès le XIIIe siècle, le mot peut aussi désigner un territoire délimitant une juridiction et le sens varie selon les régions. En Alsace et en Lorraine, le mot désigne "le territoire d'un village" ou "le territoire labouré d'une commune". Parfois synonyme de ban le mot pouvait aussi désigner l'étendue d'une seigneurie. Finage et ban se rapprochent au niveau du sens, car le premier en dérivant de finis désigne une limite, le deuxième provenant d'un terme indo-européen bha "la parole" désigne l'espace sur lequel porte la parole, le commandement du seigneur. En tant que notion juridique finage a disparu de la terminologie officielle avec la Révolution française, ,.

## Définition du terme en géographie rurale
Le géographe René Lebeau définit le mot finage par un territoire « sur lequel un groupe rural, une communauté de paysans, s’est installé, pour le défricher et le cultiver, et sur lequel il exerce des droits agraires ».
Le géographe Roger Brunet présente une certaine variété de définitions en fonction du temps et du lieu. Ainsi, le finage correspond d'abord aux terres exploitées par les agriculteurs d'un village ou bien d'un hameau. Aujourd'hui, le mot peut qualifier une entreprise agricole dans le cas de l'emploi de "finage d'exploitation''. En termes d'utilisation, celui-ci englobe des bois, des pacages et des terres à culture. La coïncidence plus ou moins parfaite entre commune et terres exploitées par ses habitants n'existait cependant qu'à une époque où les communautés villageoises étaient plus isolées les unes par rapport aux autres et séparées par des confins boisées. Cela n'est plus le cas actuellement où un agriculteur peut exploiter des parcelles dans une autre commune. 

## Définition du terme en histoire rurale
L'étude de l'organisation du territoire faire remonter l'existence du finage à la période du Moyen-Âge. Le finage est le résultat d'une construction humaine de plusieurs siècles qui est associé à l'habitat de la communauté villageoise. Cet espace a été élaboré en fonction des besoins de ses occupants et des contraintes posées par le territoire. Il se transforme aussi avec l'évolution démographique.

## Dispositions
Le finage est divisé en trois grandes parties de distribution souvent centripète :
- l'habitat ;
- le parcellaire agricole (la frange cultivée et les prairies) ;
- les forêts, bois, marais et zones humides.

Il correspondait à un territoire sur lequel une communauté de paysans s'était établie et exerçait dès lors ses droits agraires sur cet espace.
Le plan d'organisation d'un finage est défini par l'habitat ainsi que la morphologie agraire du territoire.

## Le finage contemporain
La spécialisation agricole peut être perçue comme une remise en question du finage dans les espaces qui ont adopté la monoculture[réf. nécessaire].